# 地中海協定
地中海協定（英語：Mediterranean Agreements），是1887年大英帝國與奧匈帝國、義大利王國及西班牙王國簽訂的協定。前述國家結盟，對抗法國及俄罗斯在地中海地區的威脅。

## 經過
由於奧匈因在1878年柏林會議上和俄罗斯就巴爾幹勢力分配問題產生糾紛，三皇同盟逐漸瓦解。德國無意和俄罗斯公開決裂，迫使奧匈因而轉而尋求英國協助。與此同時，鑑於法國對埃及的勢力擴張日益顯著，英國亦把握時機加強與地中海國家的關係，以抗衡法國的威脅。意大利又和法國在突尼斯殖民地爭奪中失敗，甚為不滿法國。英奧義三國遂聯合於1887年3月及12月先後簽訂兩次地中海協定，同意對近東問題採取共同行動，著力保持地中海地區的現況。西班牙亦有參與第一次地中海協定的協作。

## 影響
地中海協定並非一項軍事協定，僅是一種接近軍事同盟的一种合作关系，此協定確保了英國對地中海的控制，不過因為英国既想確保對地中海的控制、又不愿承担如軍事同盟般以軍事行動支援盟友的责任，加上奧匈和意大利在尚未收復的意大利——特倫蒂諾-上阿迪傑及達爾馬提亞的領土爭奪，意大利統一也曾被奧地利帝國（當時仍未成為奧匈）大力阻撓，故此最後此一協定亦無疾而終。地中海協定打破了俾斯麥同盟體系對歐洲局勢的壟斷，而法國和俄國被英國的的外交孤立，亦為兩國日後的關係，進而結成法俄同盟改善埋下伏筆

## 參看
- 三帝同盟
- 1878年柏林會議
- 德奧同盟
- 三國同盟
- 再保險條約
- 法俄同盟
- 英日同盟
- 英法協約
- 英俄條約
- 三國協約
- 巴爾幹同盟
- 第一次世界大戰

## 外部連結
- W. N. Medlicott. The Mediterranean Agreements 1887. The Slavonic Review Vol. 5, No. 13 (Jun., 1926), pp. 66-88
- Pribram, Alfred, ed. (1921) The Secret Treaties of Austria-Hungary. Vol. 2. Cambridge, MA: Harvard University Press. pp. 47-57, 71-78 (Text of Agreements)
- Gregor Schöllgen, Imperialismus und Gleichgewicht. Deutschland, England und die orientalische Frage 1871–1914, Munich, Oldenbourg, 2000 (ISBN 3-486-52003-2), p. 23
- Die Grosse Politik der Europäischen Kabinette